# Kanton Marseille-La Rose
Der Kanton Marseille-La Rose war von 1973 bis 2015 ein französischer Wahlkreis im Arrondissement Marseille, im Département Bouches-du-Rhône und in der Region Provence-Alpes-Côte d’Azur. Die landesweiten Änderungen in der Zusammensetzung der Kantone brachten im März 2015 seine Auflösung.
Er umfasste Teile des 13. Arrondissements von Marseille mit den Stadtteilen:

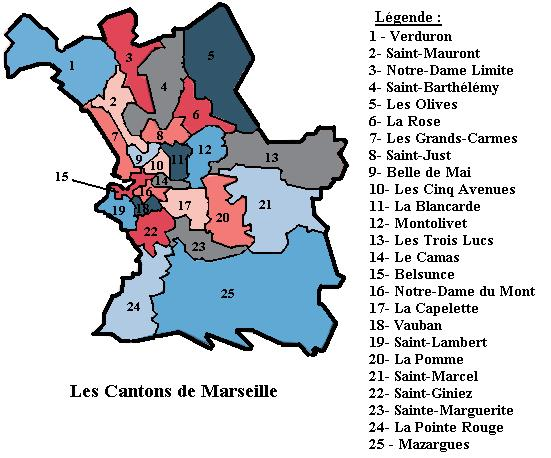
Die Kantonsaufteilung von Marseille bis zum Jahr 2015

- Malpassé
- La Rose
- Saint-Jérôme
- Saint-Just
- Saint-Mitre